# Roma città aperta
Roma città aperta è un film drammatico e di guerra del 1945 diretto da Roberto Rossellini.
È considerato il capolavoro di Rossellini e una delle migliori e più influenti pellicole cinematografiche di tutti i tempi, nonché una delle opere più celebri e rappresentative del neorealismo cinematografico italiano. È il film che fece acquisire notorietà internazionale ad Anna Magnani, co-protagonista insieme ad Aldo Fabrizi, qui anch'egli in una delle sue interpretazioni più famose.
È il primo film della Trilogia della guerra antifascista diretto da Rossellini, a cui seguiranno Paisà (1946) e Germania anno zero (1948). In virtù del suo grande successo, il film ha a lungo definito l'immagine dell'occupazione tedesca di Roma e della Resistenza romana nell'immaginario collettivo.
La pellicola venne presentata in concorso al Festival di Cannes 1946, dove ottenne il Grand Prix come miglior film. Ricevette inoltre una candidatura al Premio Oscar per la migliore sceneggiatura originale e vinse due Nastri d'argento, per la miglior regia e la migliore attrice non protagonista (Anna Magnani). È stata in seguito inserita nella lista dei 100 film italiani da salvare, nata con lo scopo di segnalare "100 pellicole che hanno cambiato la memoria collettiva del Paese tra il 1942 e il 1978".
Il film in versione restaurata dal "Progetto Rossellini" (formato dall'Istituto Luce Cinecittà, la Fondazione Cineteca di Bologna e la Cineteca Nazionale del Centro Sperimentale di Cinematografia) è stato proiettato in oltre 70 cinema nel mese di aprile 2014 in occasione della Festa della Liberazione.

## Trama

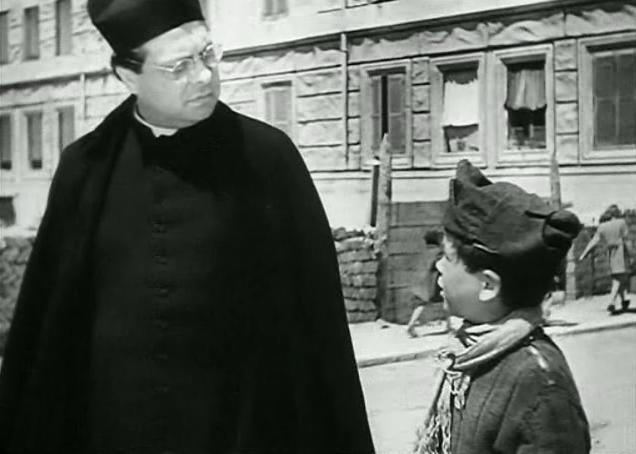
Don Pietro (Aldo Fabrizi) e il piccolo Marcello (Vito Annicchiarico)

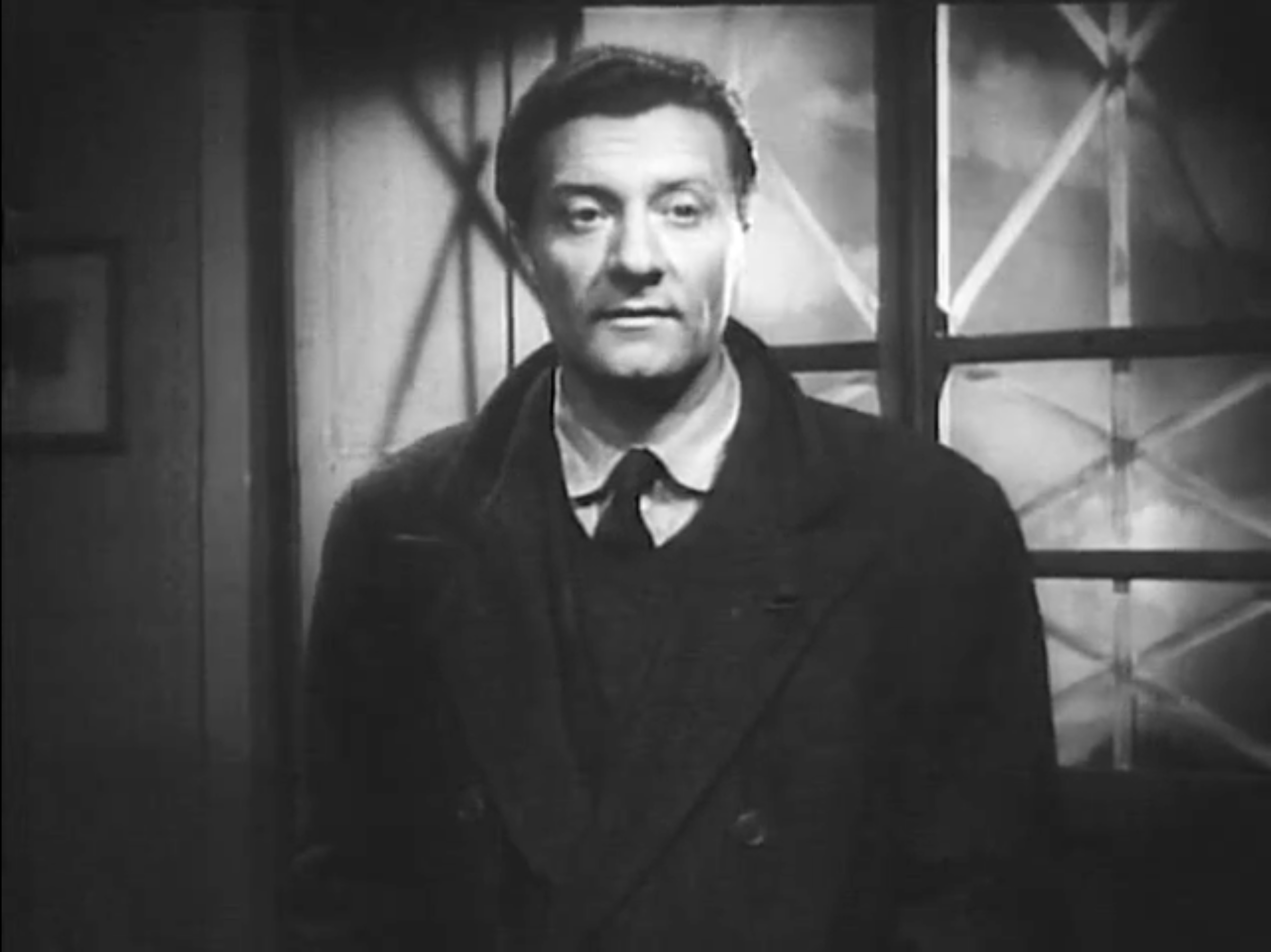
Manfredi (Marcello Pagliero)

Marina (Maria Michi)

Marzo 1944: gli Alleati sono sbarcati in Italia e avanzano verso Nord, ma ancora non sono giunti nella capitale, dove la resistenza è già attiva: tra questi Giorgio Manfredi, militante comunista e uomo di spicco della resistenza, sfugge a una retata della Gestapo e si rifugia presso Francesco, un tipografo antifascista, il quale il giorno seguente dovrebbe sposare Pina, una vedova, incinta di lui, e già madre d'un bambino, il piccolo Marcello.
La sorella di Pina, Lauretta, fa l'artista in un locale insieme a un'altra giovane, Marina, legata sentimentalmente a Manfredi, che però vuole troncare la relazione. Don Pietro, il parroco locale, non nega mai aiuto ai perseguitati politici e fa da staffetta dei partigiani; è benvoluto e rispettato da tutti, compreso Manfredi, e riesce a passare facilmente attraverso i controlli dei soldati tedeschi e delle SS senza destare sospetti.
Manfredi sfugge a un'altra retata tedesca, mentre Francesco è tratto in arresto. Nel momento in cui Francesco viene caricato sul camion che lo porta via, Pina grida tutta la sua protesta cercando di raggiungerlo, ma viene uccisa dal fuoco dei mitra davanti a don Pietro e al figlioletto. Più tardi Francesco riesce a scappare e si nasconde, con Manfredi, nell'abitazione di Marina. Scoppiano i dissapori e cresce il risentimento della ragazza per Manfredi, tanto che Marina, per ottenere una dose di droga, tradisce l'uomo denunciandolo a Ingrid, agente della Gestapo al servizio del comandante Bergmann. Manfredi viene così arrestato durante un incontro con don Pietro ed entrambi sono fatti prigionieri. I due uomini sono sottoposti ad interrogatorio per ottenere informazioni sulla giunta partigiana, ma entrambi si rifiutano di tradire i combattenti. Manfredi muore dopo aver subito numerose torture, mentre don Pietro viene fucilato.
Nell'ultima scena Marcello e i suoi compagni assistono all'uccisione di don Pietro, quindi fanno ritorno mesti di fronte al panorama di una Roma illuminata dall'alba e immersa di nuovo nella quiete.

## Produzione

### Genesi del film

La corsa di Pina (Anna Magnani) poco prima della sua morte

La genesi del film iniziò nel 1944, pochi mesi dopo la liberazione di Roma e a guerra ancora in corso, quando il regista Roberto Rossellini e gli sceneggiatori Sergio Amidei e Alberto Consiglio (autore del soggetto, La disfatta di Satana) si incontravano e discutevano in alcuni ristoranti del centro, tra cui "Nino" a via Rasella, a pochi passi dal luogo dell'attentato gappista del 23 marzo 1944.
In seguito si aggiunsero al gruppo degli sceneggiatori Federico Fellini e Ferruccio Disnan. Rossellini dovette esercitare un'insistente opera di persuasione per ottenere la partecipazione di Fellini, poco interessato al soggetto anche perché, come ricorda Ugo Pirro, «non aveva mai fatto mistero del giudizio negativo che aveva dato e dava della lotta partigiana a Roma. Secondo lui, dal momento che i nazisti erano destinati alla sconfitta, era inutile attaccarli per provocare le loro rappresaglie, bastava attendere tranquillamente l'arrivo degli alleati e vivere in pace».
Il film, che doveva intitolarsi Storie di ieri, nasceva come documentario su don Giuseppe Morosini, sacerdote realmente vissuto a Roma e ucciso dai nazisti nel 1944. Ben presto, anche grazie agli apporti di Fellini, aggiuntosi agli altri autori in fase di sceneggiatura, il film si arricchì di storie e di personaggi e prese l'aspetto di un lungometraggio a soggetto, cosicché il finale (la fucilazione del prete), che doveva costituire il tema principale del documentario, divenne la conclusione drammatica di un racconto corale sulla vita quotidiana in una città dominata dalla paura, dalla miseria, dalla delazione e dal degrado.
Aldo Venturini fu un personaggio chiave nella storia della produzione del film: commerciante di lana che nell'immediato dopoguerra romano aveva forti disponibilità economiche, era stato subito coinvolto nel finanziamento del film da parte della società produttrice, la Cis Nettunio. Quando poi, dopo qualche giorno di riprese, il film si era fermato per mancanza di liquidità, fu Rossellini a convincere il commerciante, nell'aprile del 1945, a completare il film come produttore, facendogli capire che quello era l'unico modo per recuperare i soldi anticipati. In quel momento il suo intervento, ad alto rischio finanziario, era finalizzato alla continuazione del lavoro nel tentativo di salvare il suo investimento.
Le riprese del film iniziarono nel gennaio del 1945 e furono fatte in condizioni precarie, sia per il periodo — i tedeschi erano da poco andati via — sia per la scarsa disponibilità del materiale tecnico, compresa la pellicola. Non essendo disponibili gli studi di Cinecittà, già spogliata dalle attrezzature e ridotta a un grande rifugio per gli sfollati che non potevano essere accolti altrove, Rossellini e la troupe improvvisarono le riprese di alcuni interni nel vecchio teatro Capitani, in via degli Avignonesi 32, dietro via del Tritone.
La scena centrale del film, con la corsa e l'uccisione di Pina (Anna Magnani) dietro al camion che porta via il marito catturato dai tedeschi, fu girata in via Raimondo Montecuccoli, al quartiere Prenestino-Labicano, ed è diventata una delle sequenze più celebri del neorealismo, nonché una delle più famose della storia del cinema italiano. Da ricordare che in questa scena (ripresa da due inquadrature) Anna Magnani cadde troppo presto rispetto a quanto era previsto, quindi si decise di sfruttare sia l'inquadratura laterale sia quella frontale, in modo che la sequenza sembrasse più lunga.

### Il mancato riferimento a via Rasella e alle Fosse Ardeatine
A causa delle divisioni che l'attentato di via Rasella e l'eccidio delle Fosse Ardeatine avevano generato e continuavano a generare, a Rossellini, Amidei e Disnan sembrò inopportuno e sconveniente incentrare il soggetto del film su tali eventi, nonostante fossero i più significativi e drammatici dell'occupazione tedesca della città. Il critico cinematografico Stefano Roncoroni, ammiratore e studioso del film di Rossellini, scrive:
Le Fosse Ardeatine (ma non via Rasella) comparivano nel soggetto di Consiglio, La disfatta di Satana, incentrato sulla figura del sacerdote ucciso nel massacro, don Pietro Pappagallo. Tuttavia, la sceneggiatura finale risulta completamente priva di riferimenti a entrambi gli eventi. Il personaggio di don Pietro Pellegrini, pur originariamente ispirato a don Pappagallo (dal quale riprende l'attività clandestina: procurare documenti falsi e asilo ad antifascisti e perseguitati), muore fucilato a Forte Bravetta come un altro religioso impegnato nella resistenza romana, don Giuseppe Morosini. Secondo Roncoroni, fu una «sostituzione in corsa [...] sicuramente dovuta alla volontà di non evocare il luogo reale dov'era morto don Pappagallo, le Fosse Ardeatine, per non rievocare la causa che le aveva prodotte, ovvero l'attentato di via Rasella».

### I contrasti tra gli sceneggiatori
L'omissione di ogni accenno ai fatti del 23 e 24 marzo fu dovuta anche ai contrasti sulla valutazione dell'attentato sorti tra Sergio Amidei, militante comunista (la sua casa in piazza di Spagna era stata un luogo d'incontro clandestino dei dirigenti del PCI durante l'occupazione tedesca), e Ferruccio Disnan, di fede liberale (era allora capocronista di Risorgimento Liberale). A causa di tali divergenze Disnan si allontanò dai lavori del film.
Anni dopo, in un'intervista sulla realizzazione di Roma città aperta, Amidei ha ricordato «un giornalista liberale che credo si chiamasse Diena [sic], il quale però a un certo momento si allontanò perché lui in fondo il tema della Resistenza ai tedeschi non lo condivideva, pensava che fosse stato un errore quello di offrire ai tedeschi l'occasione di fare delle rappresaglie, aveva delle concezioni piuttosto diverse dalle nostre».
Disnan invece ha così ricordato la vicenda:
Disnan ha aggiunto di ritenere pretestuose la motivazione addotta da Amidei per non inserire nella sceneggiatura via Rasella e nemmeno le Fosse Ardeatine, ossia che le scene sarebbero state troppo impegnative e costose, dal momento che lo stesso Amidei spingeva per inserire «una scena di guerra ancora più complessa e costosa, produttivamente, di via Rasella, e che sarebbe stata inopportuna come e più di via Rasella».

### La scena della liberazione degli ostaggi
Sorta l'esigenza, condivisa da entrambi gli sceneggiatori, di una scena di riscossa dopo tante angherie degli occupanti, si pensò a un attacco per la liberazione di ostaggi razziati, condotto da un gruppo di partigiani guidati dall'ingegnere comunista Giorgio Manfredi. Tale scena, non prevista neanche nella seconda versione del soggetto (Storie di ieri), fu l'ultima ad essere girata, agli inizi del giugno 1945. Essa rispondeva anche alla necessità, sentita soprattutto da Amidei, di controbilanciare la forte presenza cattolica del film, rappresentata da don Pellegrini, con la valorizzazione dell'apporto dei comunisti alla lotta partigiana e l'esaltazione delle loro capacità organizzative e operative.
Inizialmente intenzionato ad ambientare la scena nel centro di Roma (dove era stata effettuata l'azione del 23 marzo), in modo da riflettere l'ideologia gappista della guerriglia ad oltranza in piena città con il coinvolgimento popolare, Amidei pensò a «un'azione di guerra ben più vasta e complessa di quella che effettivamente ebbe luogo a via Rasella, un'azione che coinvolgeva una larga parte di Trastevere all'altezza dell'isola Tiberina». Disnan proponeva invece di ambientare la scena ai Castelli Romani (luogo di una notevole attività partigiana), cosicché tra i due sceneggiatori vi furono altre animate discussioni. Infine, Amidei scelse autonomamente di spostare la scena nel periferico E42. Disnan ha commentato:
Roncoroni attribuisce la modifica, la quale recideva ogni legame con via Rasella spostando l'ambientazione dal centro alla periferia, all'intervento presso Amidei del «nucleo comunista che aveva contribuito alla nascita del film, e in parte anche all'azione di via Rasella, ovvero Negarville, Amendola, Pellegrini e gli altri, Guttuso, Franchina...»; quindi conclude: «Se Roma città aperta 'non' ha voluto parlare di via Rasella [...] è perché già allora i comunisti avevano capito che quell'azione in sostanza era stata un errore politico di cui era meglio non parlare più, altro che nelle sedi in cui si era costretti a farlo, come i libri di storia e le aule dei tribunali: e che, quindi, non fosse il caso di rievocare un episodio così inviso alla popolazione romana e non, soprattutto in un film dove uno dei protagonisti era un comunista».

## Personaggi
- Il personaggio di don Pietro riassume le reali figure di don Pietro Pappagallo e don Giuseppe Morosini.
- Il personaggio di Pina invece è ispirato a Teresa Gullace, una donna italiana uccisa dai soldati nazisti mentre tentava di parlare al marito prigioniero dei tedeschi: questo episodio ispirò in maniera determinante la famosa scena del film in cui Pina (Anna Magnani) compie una corsa disperata pur di rivedere il marito prigioniero un'ultima volta.

Foto dall'alto sul set del film

## Dati tecnici
- Laboratorio: Tecnostampa, Roma, Italia
- Formato negativo (mm/video pollici): 35mm
- Processo cinematografico: Spherical
- Formato stampa film: 35mm[17]

## Promozione
La realizzazione dei manifesti e delle locandine del film furono affidati al pittore e cartellonista Anselmo Ballester di Roma. Alcune serie di manifesti risultano priva di firma forse perché Ballester - che nel ventennio fu autore anche di manifesti politici - nel 1945, a guerra appena terminata, ritenne conveniente mantenersi ancora anonimo.

## Distribuzione

### Date di uscita

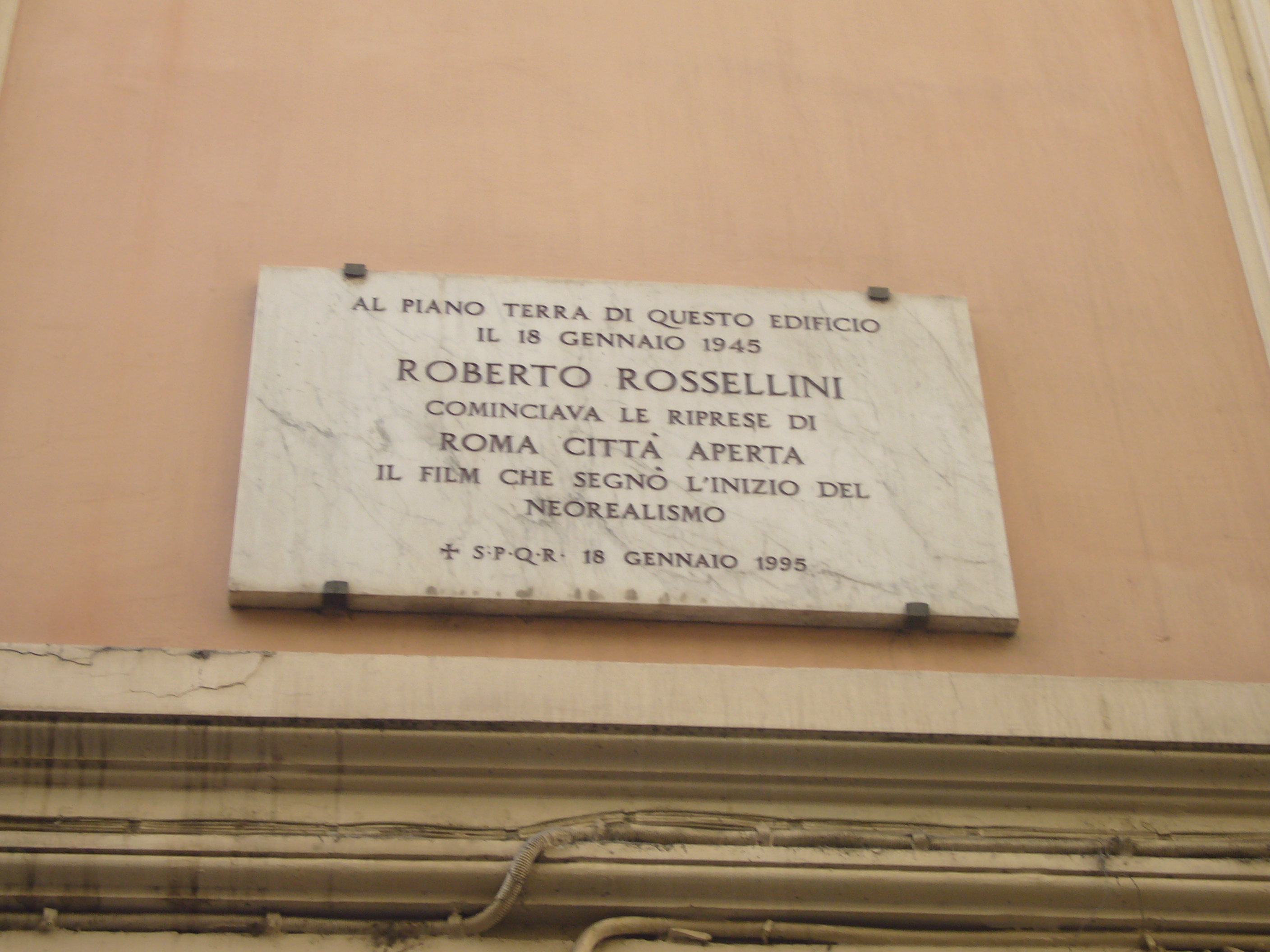
La targa in memoria delle riprese a via degli Avignonesi (15 gennaio 1995)

Il film uscì nelle sale italiane il 27 settembre 1945, venne in seguito esportato nelle seguenti nazioni:
- USA: Rome, Open City, 25 febbraio 1946 (New York)
- Francia: Rome, ville ouverte, settembre 1946 (Festival di Cannes)
- Danimarca: Rom - Åben by, 14 ottobre 1946
- Francia: Rome, ville ouverte, 13 novembre 1946 - 23 aprile 1980 (riedizione)
- Svezia: Rom - öppen stad, 3 marzo 1947
- Portogallo: Roma, Cidade Aberta, 13 ottobre 1947 - 5 agosto 1983 (riedizione)
- Giappone: 17 novembre 1950
- Hong Kong: 25 giugno 1953
- Finlandia: Rooma - avoin kaupunki, 23 dicembre 1955 - 18 aprile 1980 (riedizione)
- Germania Ovest: Rom, offene Stadt, 21 febbraio 1961
- Germania Est: Rom, offene Stadt, 22 gennaio 1968 (prima TV)
- Spagna: Roma, ciudad abierta, 9 settembre 1969 (Barcellona)
- Canada: 12 settembre 2005 (Toronto International Film Festival)
- Polonia: Rzym, miasto otwarte
- Georgia: Romi, gia qalaqi
- Grecia: Romi, anohyroti poli (Ρώμη, ανοχύρωτη πόλη)
- Paesi Bassi: Rome - Open stad
- Argentina: Roma, ciudad abierta
- Brasile: Roma, Cidade Aberta
- Ungheria: Róma, nyílt város

### Doppiaggio
Un giovanissimo Ferruccio Amendola fece il suo esordio come doppiatore in questo film, prestando la propria voce a Vito Annichiarico (Marcello).
Il giornalista e scrittore Giancarlo Governi notò come il personaggio della Gullace fosse stato omaggiato anche in fase di doppiaggio: nella scena della corsa verso la camionetta, infatti, dapprima si sente Francesco urlare "Pina!" e successivamente, attraverso un non chiaro "tenetela", il grido sembra dire "Teresa!".

## Accoglienza
Il film fu visionato in privato dal regista Roberto Rossellini presso il Cinema Moretti di Ladispoli e presentato successivamente al pubblico a partire dal 27 settembre del 1945 senza alcun'anteprima, riscuotendo inizialmente uno scarso successo; solo successivamente, dopo aver ricevuto vari premi e riconoscimenti, fu apprezzato unanimemente da pubblico e critica. Inizialmente la pellicola venne vietata in alcuni paesi, come in Germania e in Argentina. Uscì negli Stati Uniti il 25 febbraio 1946, a New York; dove all'inizio furono censurate alcune scene, della durata complessiva di circa 15 minuti.
Nel 1946, a Milano, molti cartelloni promozionali del film furono dati alle fiamme dai militanti del Partito Democratico Fascista.

### Incassi
L'introito accertato fu di 124.500.000 lire dell'epoca, risultando dunque il maggior incasso in Italia della stagione cinematografica 1945-1946.

### Critica
(Umberto Barbaro, l'Unità, 26-11-1945)
(Silvano Castellabeppe, Star, 6-10-1945)
(Gian Piero Brunetta)
(Fernaldo Di Giammatteo, Dizionario del cinema)
(Otto Preminger)

## Critica storica
Lo storico Aurelio Lepre ha criticato la rappresentazione della Resistenza romana offerta dal film di Rossellini, ritenendo che abbia trasformato la lotta di una ristretta minoranza di resistenti in un'inverosimile lotta dell'intera cittadinanza, così da «consegn[are] alla memoria collettiva non la Roma spaventata e tutta chiusa nei problemi della sopravvivenza che fu nella realtà, ma una Roma tragica ed eroica».
Secondo Lepre, la celebrazione di un'epopea resistenziale in Roma città aperta contribuì alla rimozione delle responsabilità del popolo italiano per aver sostenuto il regime fascista e aver combattuto al fianco dei tedeschi fino al 1943, rimozione che comprendeva il passato degli stessi Rossellini e Fabrizi:
Il protagonista dell'Uomo della Croce era stato un sacerdote, un cappellano militare sul fronte russo, simbolo dell'ideale cristiano contrapposto alla barbarie comunista. Anche il protagonista di Roma città aperta era un sacerdote, un parroco di un rione popolare, ma la continuità era data soltanto dall'abito; per il resto il capovolgimento era completo. Nell'Uomo della Croce, i comunisti erano i malvagi da uccidere o da convertire (ed effettivamente il cappellano riusciva a convertire un commissario del popolo e una miliziana); in Roma città aperta erano eroi, che morivano combattendo per la libertà. Anche i cattivi erano cambiati: al posto del truce commissario del popolo sovietico che conduceva gli interrogatori nell'Uomo della Croce, c'era, a interrogare i prigionieri, il comandante tedesco di via Tasso.»

## Riconoscimenti
- 1947 - Premio Oscar
  - Nomination Migliore sceneggiatura originale a Sergio Amidei e Federico Fellini
- 1946 - Festival di Cannes
  - Palma d'oro a Roberto Rossellini
- 1946 - Nastro d'argento
  - Miglior film a soggetto
  - Miglior attrice non protagonista a Anna Magnani
- 1946 - National Board of Review Award
  - Miglior film straniero (Italia)
  - Miglior attrice protagonista a Anna Magnani
- 1946 - New York Film Critics Circle Award
  - Miglior film in lingua straniera (Italia)

## Altri media
Su Roma città aperta e sulle difficoltà incontrate dal regista e dalla troupe prima e durante le riprese, nel 1996 è stato girato il film Celluloide di Carlo Lizzani, in cui Massimo Ghini interpreta il ruolo di Rossellini. Nel 2004 è uscito anche Figli di Roma Città Aperta, documentario diretto da Laura Muscardin.

## Curiosità
- Nel 1988 le Poste italiane hanno emesso, nella serie di quattro valori dedicata al "Cinema italiano neorealista", un francobollo da lire 2400 per il film Roma città aperta[26]. Inoltre, le Poste italiane hanno emesso nel 1995, nella serie di nove valori dedicata agli "Avvenimenti storici della II guerra mondiale - 3ª emissione", un francobollo da lire 750 sulla vicenda di Teresa Gullace[27][28] e nel 1997 un francobollo da lire 800 dedicato alla figura di don Giuseppe Morosini[29].
- Gli interni della chiesa di cui è parroco Don Pietro sono stati girati nella Chiesa di Santa Maria dell'Orto mentre la facciata esterna è quella della Chiesa di Sant'Elena (Roma) a Ponte Casilino.
- La frase recitata da Aldo Fabrizi, nella scena della morte del partigiano Luigi, è considerata una scena senza precedenti; per la prima volta è rappresentato un sacerdote cattolico che viene colto da un’indignazione che travolge il controllo umano di fronte alle mostruosità dei nazisti. Egli infatti dirà: " È finita... È finita! Volevate uccidere la sua anima, avete ucciso soltanto il suo corpo!... Maledetti! Maledetti! Sarete schiacciati nella polvere come dei vermi! Maledetti." La parte finale della battuta non ha nessuna carità cristiana, ma è vicina al Dio dell’Antico Testamento, duro, a volte vendicativo.[30]